# Гутьеррес Менойо, Элой
Элой Гутьеррес Менойо (исп. Eloy Gutiérrez Menoyo; 8 декабря 1934, Мадрид, Испания — 26 октября 2012, Гавана, Куба) — кубинский революционер, испанского происхождения, команданте Кубинской революции. Основатель Второго национального фронта, активный участник свержения Фульхенсио Батисты. С 1959 — противник режима Фиделя Кастро, участник антикоммунистического Восстания Эскамбрай. Эмигрировал в США, стал одним из лидеров антикастровской военно-политической организации Альфа 66. Во время боевого рейда на Кубу был арестован, приговорён к 30 годам заключения. В 1965—1986 — кубинский политзаключённый. После освобождения эмигрировал в США, но вскоре вернулся на Кубу, выступил за диалог с режимом Кастро ради демократических реформ. До конца жизни оставался легальным гражданским диссидентом.

## Республиканское происхождение
Родился в семье испанского врача-социалиста Карлоса Гутьерреса Сабалетты — активиста ИСРП, убеждённого республиканца и решительного противника франкизма. Элой был младшим из шести детей. Во время гражданской войны Карлос Гутьеррес-старший был военным врачом республиканской армии. Хосе Антонио Гутьеррес, старший брат Элоя, погиб в бою с франкистами. Другой брат Карлос Гутьеррес-младший воевал против нацистов в составе Свободной Франции и американской бронетанковой дивизии Джорджа Паттона.
После гражданской войны глава семьи был лишён права врачебной практики. Детям приходилось скрывать принадлежность к семье, чтобы избежать франкистских преследований. Трудными были и материальные условия жизни, особенно для младшего ребёнка. В 1946 семья перебралась на Кубу.

## Революционный команданте
Братья Гутьеррес Менойо активно включились в борьбу против режима Фульхенсио Батисты. Они участвовали в нападении на президентский дворец 13 марта 1957. Карлос Гутьеррес Менойо был убит в перестрелке. Элой Гутьеррес Менойо стал одним из гаванских руководителей Революционного директората 13 марта (DRE). Возглавлял подпольные структуры DRE в Гаване, организовывал вооружённые атаки и антиправительственную пропаганду.
В ноябре 1957 года он возглавил партизанское движение Второй национальный фронт (SFNE) в горах Эскамбрай. Слово «второй» в названии отражало признание приоритета Движения 26 июля, действовавшего в Сьерра-Маэстре под руководством Фиделя Кастро. Повстанческий Манифест Эскамбрай провозглашал вооружённую борьбу за демократическую Конституцию 1940 года и социальные преобразования. В общедемократической программе SFNE важное место занимал последовательный антикоммунизм. Изначальное отсутствие коммунистического влияния впоследствии являлось предметом гордости Второго национального фронта. При этом Элой Гутьеррес Менойо, как и многие его соратники придерживался левых демосоциалистических взглядов.
Боевые силы SFNE к концу 1958 достигали 3 тысяч человек. Фронт сыграл важную роль в победе Кубинской революции, разгромив и вытеснив войска Батисты из Эскамбрая. Попытки правительственных войск ликвидировать эскамбрайское повстанчество не дали результатов. Действия Второго национального фронта заметно ускорили продвижение повстанцев к Гаване. Лично Элой Гутьеррес Менойо отличался храбростью и креативными боевыми методами.

Элой совершил немыслимое: переодевшись в форму офицера армии Батисты, он пробрался в одну из войсковых казарм и, разоружив командира, принудил его к сдаче крепости.

Среди командиров SFNE видное место занимал американский революционер Уильям Морган, с которым у Гутьерреса Менойо сложились отношения крепкой дружбы (Уильям называл Элоя своим «боссом и братом»). В то же время уже в тот период обозначилась напряжённость в отношениях Элоя Гутьерреса Менойо с Че Геварой и Раулем Кастро, главными выразителями коммунистической тенденции.
1 января 1959 революционные войска вступили в кубинскую столицу. Элой Гутьеррес Менойо во главе бойцов SFNE вошёл в Гавану на несколько дней раньше Фиделя Кастро. Испанец Гутьеррес Менойо был одним из трёх иностранцев — наряду с аргентинцем Че Геварой и американцем Морганом — получившим высшее в кубинской революционной армии звание команданте. Был прозван El Gallego — Гальего, Галисиец (частое именование этнических испанцев на Кубе).

## Антикоммунистический революционер
После победы революции Элой Гутьеррес Менойо быстро вошёл в конфликт с правящей группой братьев Кастро и Че Гевары. Его, как и других ветеранов SFNE, не устраивал очевидный курс на построение коммунистического государства: политическая унификация и репрессии, запрет оппозиции и инакомыслия, огосударствление экономики, особенно аграрная реформа. Уже в середине 1959 года Менойо перебрался в Эскамбрай. Местные крестьяне начали создавать антикоммунистические и антикастровские повстанческие отряды на основе прежних формирований SFNE.
Восстание Эскамбрай разгорелось с 1960. Элой Гутьеррес Менойо командовал одним из отрядов. Но под напором многократно превосходящих правительственных сил он вынужден был отступить и в январе 1961 нелегально эмигрировал в США. Несколько месяцев провёл под американским арестом в Техасе. Там его застала весть о расстреле Уильяма Моргана. Узнав о гибели друга, Менойо сказал: «Я потерял часть себя».
В конце года Элой Гутьеррес Менойо стал одним из учредителей боевой антикоммунистической организации Альфа 66. Организация вошла в оперативный контакт с повстанцами Эскамбрая, нанесла ряд ударов по объектам режима Кастро и его советских союзников. За эти действия Гутьеррес Менойо арестовывался американскими властями. При этом Менойо отказался участвовать в высадке в Заливе Свиней, так как операция осуществлялась под руководством ЦРУ при участии сторонников Батисты.
В конце 1964 он попытался реализовать военный План «Омега», высадившись на Кубе с вооружённым отрядом. Развернуть массовую борьбу, однако, не удалось. В январе 1965 г. отряд был разгромлен, Менойо взят в плен и с завязанными глазами доставлен к Фиделю Кастро. Глава кубинского правительства театрально предстал перед бывшим товарищем с сигарой во рту.

Элой, я знал, что ты вернёшься. И знал, что сумею схватить тебя.

Фидель Кастро

Элой Гутьеррес Менойо ответил Кастро, что в традициях своей семьи готов умереть за убеждения. В ответ ему сообщили, что расстреляны будут все бойцы его отряда. После получасового судебного заседания Менойо был приговорён к смертной казни. Чтобы спасти от казни своих бойцов, он вынужден был публично выступить с признанием прочности установившегося режима, своих связей с США и контрреволюционной эмиграцией. Смертная казнь была заменена 30-летним тюремным заключением.

## Политзаключённый
Элой Гутьеррес Менойо провёл в заключении почти 22 года. Шесть раз переводился в разные места заключения, подолгу содержался в одиночной камере. Демонстративно отказывался выполнять унизительные требования тюремного режима. Как политический заключённый он не носил форму, не выходил на принудительные работы. За это он подвергался жестоким наказаниям и избиениям, наполовину лишился зрения и слуха. В 1970 получил дополнительный 25-летний срок по обвинению в создании тюремной подпольной организации. Поведение Менойо в заключении признавалось исключительно стойким.
В 1978 американская администрация Джимми Картера предприняла попытки диалога с правительством Кастро. Наряду с другими вопросами, поднималась тема освобождения политзаключённых, в том числе Элоя Гутьерреса Менойо. За его освобождение ходатайствовали также представители Социнтерна, президент Венесуэлы Карлос Андрес Перес, Папа Римский Иоанн Павел II. Менойо сумел передать через свою дочь Элену Патрисию записи о кубинских тюрьмах, которые опубликовал в Испании Мануэль Фрага Ирибарне (правый политический деятель, лидер неофранкистского Народного альянса).
В 1984 премьер-министр Испании социалист Фелипе Гонсалес обратился к Кастро с призывом освободить Менойо. Кастро ответил отказом. В интервью испанскому информагентству EFE Кастро назвал Менойо «наёмником США», который «заслуживал казни» и освобождение которого «в условиях враждебности США было бы слишком рискованным». По словам Кастро, он хотел бы доказать свои дружественные чувства к премьеру Гонсалесу, освободив Менойо — но это «противоречит национальным интересам Кубы». Он также добавил, что не просит испанское правительство освободить из тюрем боевиков ЭТА, которых считает более достойными симпатий, нежели Менойо.
Однако усиливающееся международное давление вынудило кубинские власти 20 декабря 1986 освободить Элоя Гутьерреса Менойо. Он выехал в Испанию, затем прибыл в Майами, где 14 марта 1987 был встречен как герой 10-тысячной демонстрацией кубинской диаспоры.

## Мирный диссидент
За годы заключения взгляды Элоя Гутьерреса Менойо претерпели серьёзную эволюцию. Он стал сторонником диалога с кубинским режимом. Созданная им организация Cambio Cubano — Кубинская перемена выступала за мирное подталкивание Фиделя Кастро к демократическим реформам. Менойо критиковал американскую блокаду Кубы, вспоминая при этом времена голодного детства в Испании. По его словам, жертвой экономических санкций становился не столько режим Кастро, сколько кубинский народ. Также он осуждал жёсткую линию ультраправой кубинской эмиграции, типа Орландо Боша, за накалённую ненависть и явную склонность к насилию. Менойо отмечал при этом, что правоконсервативное крыло кубинской оппозиции пользовалась наибольшим благоприятствованием при администрациях Рональда Рейгана и Джорджа Буша-старшего.
В июне 1995 Менойо посетил Гавану и встретился с Кастро, который тридцатью годами ранее лично обещал его расстрелять. Годом раньше такую встречу провели дочь и зять Менойо.

Мы предлагаем, чтобы Фидель Кастро сам начал процесс перемен. Это было бы прекрасным закрытием его страницы в истории.

Элой Гутьеррес Менойо

На встрече Менойо поставил перед Кастро вопрос о легализации умеренной демократической оппозиции на Кубе в лице Cambio Cubano. Кастро ответил: «Посмотрим» — что было воспринято как обнадёживающий знак. Однако никакого практического развития расплывчатое обещание не получило. Зато кубинские власти широко использовали это событие в пропагандистских целях. Радикальная антикастровская эмиграция была возмущена «предательством» умеренной Cambio Cubano и лично её лидера. Звучали высказывания крайне резкого характера, в духе «глупость или измена?» Менойо публично говорил о своих опасениях за членов семьи, оказавшихся в Майами под угрозой нападения радикалов.
В 2003 Элой Гутьеррес Менойо прибыл в Гавану, не имея на это официального разрешения. Он заявил, что намерен заниматься политической деятельностью и способствовать демократизации страны. Формально его пребывание на Кубе было незаконным (в том числе и с точки зрения США), но преследованиям он не подвергался. В то же время кубинские власти позаботились о строгой политической изоляции Менойо.

Это правда, моё присутствие терпели. Но под оруэлловским взором государства,

Элой Гутьеррес Менойо

Он продолжал выступать за гражданское противостояние режиму правящей кубинской компартии — но только в ненасильственных формах и в сочетании с диалогом. Этическая позиция Менойо у многих вызывала уважение и симпатию, но политически его замысел не удался.

## Смерть и завещание
Скончался Элой Гутьеррес Менойо в кубинской столице в возрасте 77 лет. Причиной смерти стала аневризма. Это событие официальные кубинские СМИ демонстративно проигнорировали. Однако комментаторы отметили, что Элой Гутьеррес Менойо «умер там, где был должен и где хотел».
После смерти Элоя Гутьерреса Менойо его дочь Элена Патрисия опубликовала продиктованное отцом завещание. Менойо сурово осудил режим Кастро и его политику, которая «опустошила Кубу и разрушила моральные основы революции 1959 года, за которую погиб мой брат Карлос». Он напомнил о своих предложениях реформ, но констатировал, что «воля Фиделя Кастро к увековечиванию себя во власти оказалась сильнее веры в лучшее». Характеризуя положение в стране Менойо перечислял его основные черты: «абсолютная власть правительства, рабство гражданина, иррациональные структуры, абсурдная экономика, неработающая конституция, анекдотическое право, отсутствующие профсоюзы, кубинец, потерявший свою сущность, озабоченный выживанием». Знаменитая речь Кастро История меня оправдает, по мысли Менойо, должна быть обращена к нему самому от имени оппозиции — в том числе касательно права на революционное восстание.
В завещании сказано о вере в кубинский народ, в идеалы Антонио Масео, Хосе Марти и испанских республиканцев.

## Личность и семья
Элой Гутьеррес Менойо, потомственный демократический социалист, был непримиримым врагом любой диктатуры. Борьба с Кастро была для него продолжением борьбы с Батистой. Символично, что антикоммунистическое вооружённое сопротивление он начал в том же Эскамбрае, где годом раньше вёл вооружённую борьбу против право-авторитарного режима. Несмотря на эволюцию своей позиции, Элой Гутьеррес Менойо воспринимается в ряду бойцов против двух диктаторских режимов.
Примирительную Менойо занял в том числе под влиянием перестройки в СССР, показавшей возможность мирной демократизации и трансформации коммунизма. Однако он не учёл особенности режима Кастро, который из тех же событий сделал вывод о недопустимости либерализации государственного порядка.
Немалую роль в эволюции Элоя Гутьерреса Менойо сыграли необычные для революционных политиков этические воззрения.

Столкнувшись с дикой, варварской политикой, рано или поздно вы поймёте, что сами должны отказаться от этих методов. Вам нужно первому оставить свою ненависть. Иначе она уничтожит вас.

Элой Гутьеррес Менойо

Элой Гутьеррес Менойо был дважды женат. В первом браке с Глэдис Терезой Мартинес имел трёх сыновей, во втором браке с Флор Эстер Торрес Санбариа имел дочь. Первая жена проживала в Пуэрто-Рико, вторая занималась бизнесом в Майами.